# Mórevka (Krasnodar)
Mórevka (del ruso: Мо́ревка) es un posiólok del raión de Yeisk del krai de Krasnodar, en Rusia. Está situado en las tierras bajas de Kubán-Azov, en la península de Yeisk, 23 km al suroeste de Yeisk y 181 km al noroeste de Krasnodar, la capital del krai. Tenía 1 269 habitantes en 2010.
Es cabeza del municipio Mórevskoye, al que pertenece asimismo Mirni.

## Historia
La localidad fue fundada en 1910 como jútor Mórev. En el período de la colectivización de la tierra en la Unión Soviética se trasladan a Mórevka los habitantes de algunos jútores más pequeños. En 1929, los agricultores han constituido un TOZ y en 1930 se creó el koljós Nóvaya Zhizn. En 1933 había en el koljós 4 tractores Fordson. En 1947 el sovjós ganadero n.º 6 se reconstituyó como el sovjós porcino Morevski, que en 1957 es reorganizado como sovjós avícola Morevskaya.

## Economía y transporte
La principal empresa de la localidad es la granja avícola.
Por la localidad pasa la carretera Yeisk-Kamyshevátskaya.

## Personalidades
- Oleg Akuratov (*1989), pianista ruso.